# Rudolf Peters (Politiker)
Benedetto Rudolf Peters (* 25. Dezember 1888 in Charlottenburg; † 4. April 1979 in Stuttgart) war ein deutscher Jurist und Kommunalpolitiker. Er war von 1928 bis 1934 und 1945 Oberbürgermeister der Stadt Arnstadt in Thüringen.

## Leben und Wirken
Er war der Sohn des Charlottenburger Stadtbaurats Paul Peters. Nach dem Besuch des Realgymnasiums in Erfurt studierte Peters Staats- und Rechtswissenschaften an den Universitäten Freiburg im Breisgau, Berlin und Halle (Saale). 1914 legte er das Referendarexamen am preußischen Oberlandesgericht Naumburg ab. Danach nahm er am Ersten Weltkrieg teil.
Nach Ablegung der großen juristischen Staatsprüfung wurde er im Oktober 1923 zum Gerichtsassessor ernannt und erhielt eine Stelle beim preußischen Amtsgericht in Erfurt. Ab 1924 war er für die Stadtverwaltung Erfurt tätig. In dieser Zeit wurde er vom Rat der Stadt Arnstadt für die Bürgerliche Einheitsliste zum Bürgermeister gewählt, weil der bisherige Amtsträger Unverfähr aus Arnstadt weggezogen war. Offizieller Amtsantritt war am 1. April 1924. Genau vier Jahre später, am 1. April 1928, wurde er für sechs Jahre Oberbürgermeister der Stadt Arnstadt, in der damals über 20.000 Einwohner lebten. Die Stadt erlebte unter ihm einen wirtschaftlichen Aufschwung.
Nach der „Machtergreifung“ der Nationalsozialisten wurde es für ihn zunehmend schwieriger im Amt, so dass er am 23. Januar 1934 sein Gesuch um Beurlaubung bis zum Ablauf seiner Amtszeit am 31. März 1934 einreichte, dem stattgegeben wurde. Er arbeitete anschließend als Rechtsanwalt.
Von Juni bis Juli 1945 war Peters nochmals kurzzeitig Oberbürgermeister von Arnstadt. Er trat nach dem Einmarsch der sowjetischen Besatzungsmacht freiwillig zurück.